# Pagodiella
Pagodiella is een geslacht van vlinders van de familie van de zakjesdragers (Psychidae). De wetenschappelijke naam van dit geslacht is voor het eerst voorgesteld door Johan George Betrem in een publicatie uit 1952.
Dit geslacht is monotypisch, dat wil zeggen dat het maar één soort heeft namelijk Pagodiella hekmeyeri (Heylaerts, 1885), die in Indonesië voorkomt.